# Filaret (Kučerov)
Filaret (světským jménem: Serhij Ivanovyč Kučerov; * 9. srpna 1972, Kyjev) je ukrajinský duchovní Ukrajinské pravoslavné církve Moskevského patriarchátu, arcibiskup a metropolita lvovský a haličský.

## Život
Narodil se 9. srpna 1972 v Kyjevě.
Žil ve vesnici Norynsk Žytomyrské oblasti a střední školu absolvoval v Celinogradu v Kazachstánu. Po střední škole studoval medicínu. Poté pracoval jako chirurg v městské nemocnici v Celinogradu.
Roku 1990 začal studovat na Moskevském duchovním semináři. Od roku 1996 studoval na Kyjevské duchovní akademii. Během studia byl hypodiákonem patriarchy Alexije II. a biskupa istrijského Arsenije (Jepifanova).
Dne 25. června 1996 byl zapsán mezi bratry Kyjevskopečerské lávry. Dne 25. srpna byl postřižen na monacha se jménem Filaret na počest svatého Filareta (Amfiteatrova), metropolity kyjevského.
Dne 28. srpna 1996 byl metropolitou kyjevským a celé Ukrajiny Volodymyrem (Sabodanem) rukopoložen na jerodiákona.
Dne 4. prosince 1997 byl rukopoložen na jeromonacha. O rok později byl povýšen na igumena a 28. srpna 1999 na archimandritu.
Dne 3. března 2003 byl jmenován Synodního oddělení pro misii sociální pomoci dětem.
Dne 5. října 2008 se stal představeným chrámu svatého Sergeje Radoněžského v Kyjevě.
Dne 23. prosince 2010 byl Svatým synodem Ukrajinské pravoslavné církve zvolen biskupem drohobyčským a vikářem lvovské eparchie. Dne 1. ledna 2011 byl oficiálně jmenován biskupem a následující den proběhla jeho biskupská chirotonie. Hlavním světitelem byl metropolita kyjevský a celé Ukrajiny Volodymyr (Sabodan).
Dne 10. února 2011 byl osvobozen od předsednictví synodního oddělení pro misie sociální pomoci dětem a jmenován předsedou oddělení pro ochranu zdraví a pastorační péče pro zdravotnická zařízení.
Dne 20. července 2012 se stal biskupem lvovským a haličským.
Dne 28. července 2017 byl povýšen na arcibiskupa a 17. srpna 2019 na metropolitu.